# Gloria (U2)
Gloria is een nummer van de Ierse band U2.
Het nummer verscheen met een liveversie van I Will Follow op een single, die in oktober 1981 verscheen.
Gloria verscheen ook op het tweede album van de band, October en op het live-album Under a Blood Red Sky.
Dit nummer werd voor het eerst ten gehore gebracht tijdens het Slane Festival wat plaatsvond op 16 augustus 1981, waar ze het voorprogramma van Thin Lizzy waren.
Een bekende liveversie van Gloria is die van Under A Blood Red Sky, opgenomen op 5 juni 1983 in het Red Rocks Amphitheatre in Denver, Colorado.

## Trivia
- Voor het Latijnse refrein van Gloria heeft Bono inspiratie opgedaan door naar de Gregoriaanse albums van Paul McGuinness te luisteren.

## NPO Radio 2 Top 2000
| Nummer met noteringen in de NPO Radio 2 Top 2000 | '19  | '20  | '21  | '22  | '23  |
| ------------------------------------------------ | ---- | ---- | ---- | ---- | ---- |
| Gloria                                           | 1677 | 1757 | 1847 | 1734 | 1873 |

1. ↑  Een vetgedrukt getal geeft de hoogste notering aan.
2. ↑  2019 was het eerste jaar met een notering voor dit nummer.
3. ↑  Deze tabel is bijgewerkt tot en met de laatste editie (2024).

Bono · The Edge · Adam Clayton · Larry Mullen jr.